# M6PR
M6PR (англ. Mannose-6-phosphate receptor, cation dependent) – білок, який кодується однойменним геном, розташованим у людей на короткому плечі 12-ї хромосоми.  Довжина поліпептидного ланцюга білка становить 277 амінокислот, а молекулярна маса — 30 993.
| 10         |  | 20         |  | 30         |  | 40         |  | 50         |
| ---------- |  | ---------- |  | ---------- |  | ---------- |  | ---------- |
| MFPFYSCWRT |  | GLLLLLLAVA |  | VRESWQTEEK |  | TCDLVGEKGK |  | ESEKELALVK |
| RLKPLFNKSF |  | ESTVGQGSDT |  | YIYIFRVCRE |  | AGNHTSGAGL |  | VQINKSNGKE |
| TVVGRLNETH |  | IFNGSNWIML |  | IYKGGDEYDN |  | HCGKEQRRAV |  | VMISCNRHTL |
| ADNFNPVSEE |  | RGKVQDCFYL |  | FEMDSSLACS |  | PEISHLSVGS |  | ILLVTFASLV |
| AVYVVGGFLY |  | QRLVVGAKGM |  | EQFPHLAFWQ |  | DLGNLVADGC |  | DFVCRSKPRN |
| VPAAYRGVGD |  | DQLGEESEER |  | DDHLLPM    |  |            |  |            |

A: Аланін

C: Цистеїн

D: Аспарагінова кислота

E: Глутамінова кислота

F: Фенілаланін

G: Гліцин

H: Гістидин

I: Ізолейцин

K: Лізин

L: Лейцин

M: Метіонін

N: Аспарагін

P: Пролін

Q: Глутамін

R: Аргінін

S: Серин

T: Треонін

V: Валін

W: Триптофан

Кодований геном білок за функцією належить до рецепторів. 
Задіяний у такому біологічному процесі як транспорт. 
Локалізований у мембрані, лізосомі.